# Blaesoxipha pagella
Blaesoxipha pagella är en tvåvingeart som först beskrevs av Henry J. Reinhard 1947.  Blaesoxipha pagella ingår i släktet Blaesoxipha och familjen köttflugor. Inga underarter finns listade i Catalogue of Life.